# Siedlung Cracau

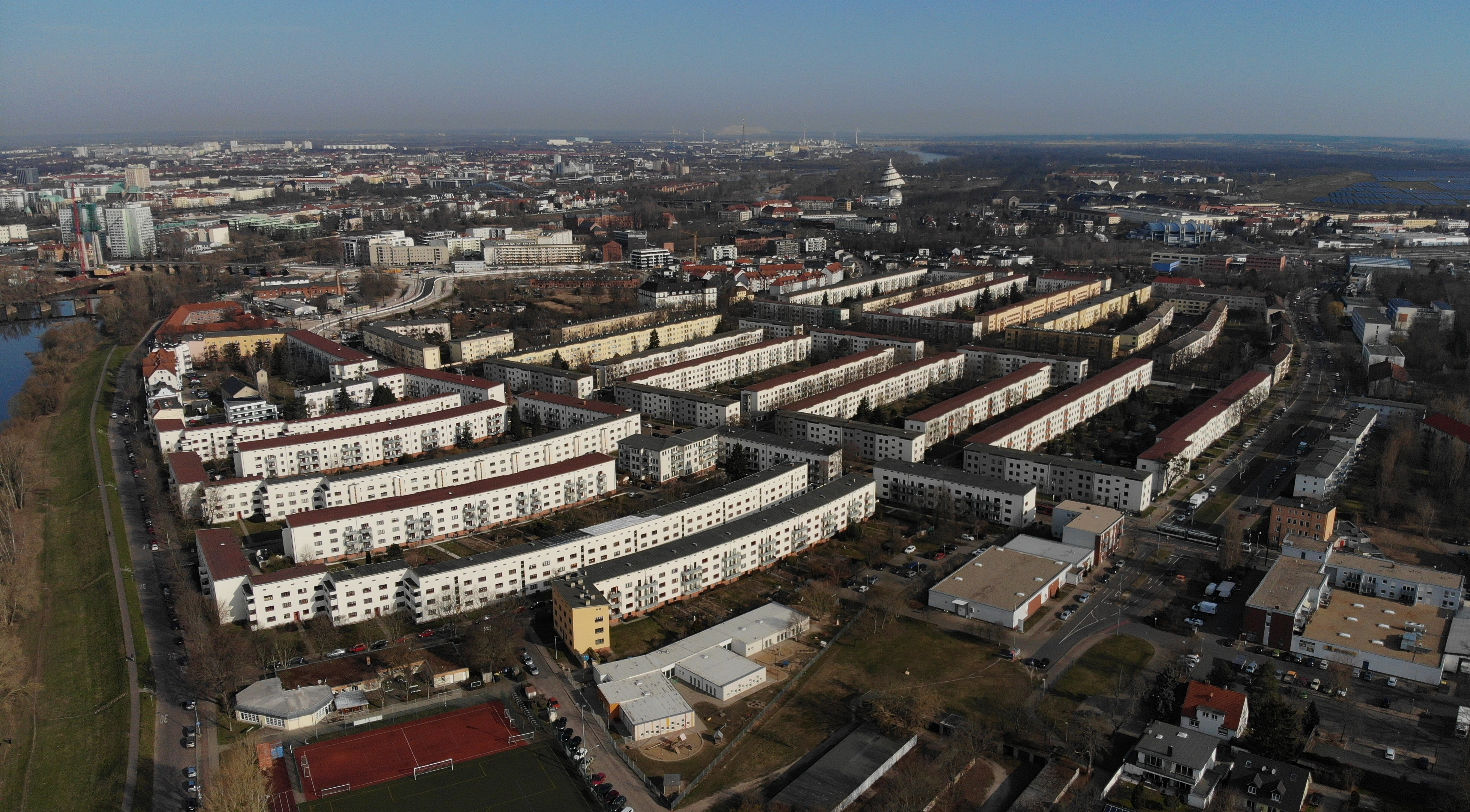
Luftbild Siedlung Cracau

Die Siedlung Cracau ist ein Denkmalbereich der Stadtteils Cracau in Magdeburg. Sie wurde größtenteils in der Zeit von 1930 bis 1933 erbaut. Bis 1939 wurde die Siedlung erweitert, ebenso nach 1945. Es sind etwa 1700 Wohnungen, die nach dem Stadterweiterungsplan von Bruno Taut erbaut worden sind. Die Architekten waren Carl Krayl, Johannes Göderitz und Paul Wahlmann. Fast alle Häuser sind dreigeschossig mit Mezzanin und einem Flachdach.